# Humoyun Sultonov
Humoyun Sultonov (englisch Khumoyun Sultanov; * 27. Oktober 1998 in Namangan) ist ein usbekischer Tennisspieler.

## Karriere
Sultonov spielte bis 2016 auf der ITF Junior Tour. In der Jugend-Rangliste erreichte er mit Rang 29 seine höchste Notierung. 2016 nahm er im Einzel und Doppel an allen vier Grand-Slam-Turnieren teil. Bei den US Open war er mit dem Einzug ins Viertelfinale am erfolgreichsten.
Bei den Profis schloss Sultonov 2016 das Jahr erstmals in den Top 1000 der Weltrangliste ab. Erstmals stand er in diesem Jahr im Einzelfinale eines Turniers der ITF Future Tour, der niedrigsten Turnierkategorie; im Doppel gewann er seinen ersten Titel. Nach einem schwächeren Jahr steigerte er sich 2018, indem er kurz vor dem Einzug in die Top 500 stand. Er gab im April des Jahres sein Debüt für die usbekische Davis-Cup-Mannschaft in der Partie gegen Pakistan. In Qarshi spielte sich Sultonov 2018 das erste Mal ins Viertelfinale eines Challengers, ein Jahr später in Fargʻona und Nur-Sultan gelang der Sprung ins Halbfinale. In diesem Jahr folgte auch der erste Einzeltitel bei einem Future; im Doppel war er bereits das dritte Mal erfolgreich. Für sein Land gewann Sultonov 2019 die Silbermedaille bei der Sommer-Universiade. Im Endspiel unterlag er Tseng Chun-hsin. Anfang 2020 stieg er bis auf Platz 299, seine bislang höchsten Platzierung. Nach einer Pause, bedingt durch die COVID-19-Pandemie, gewann er den zweiten Einzeltitel, verlor aber in der Folge Plätze in der Rangliste. Trotz seines dritten Futuretitels 2022 fiel er kurzzeitig aus den Top 500. 2023 erzielte er seinen bis dato größten Erfolg, indem er das Endspiel des Challengers in Astana erreichte. Er unterlag dort Denis Jewsejew in drei Sätzen. Durch das Resultat zog er wieder in die Top 450 ein. Bis Mitte 2023 war Soltonov insgesamt bei neun Futures im Doppel siegreich. Bei den Asienspielen 2022, die aufgrund der Pandemie 2023 stattfanden, konnte Sultonov im Einzel die Bronzemedaille für Usbekistan gewinnen. Ein Spiel um Platz drei wurde nicht ausgetragen.